# Konservatorium Schwerin

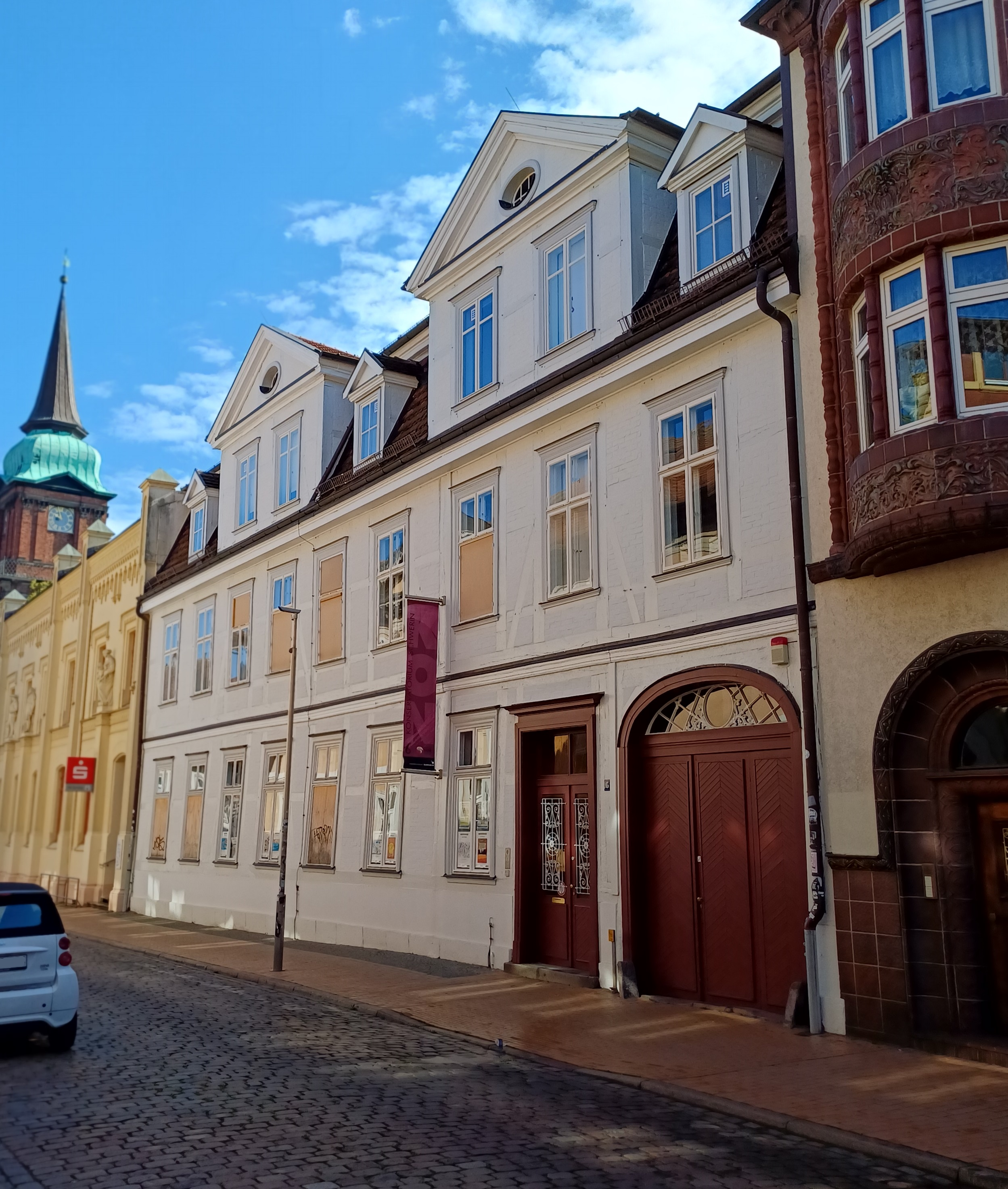
Ministerpalais, Puschkinstraße 6

Das Konservatorium Schwerin befindet sich in Schwerin, Stadtteil Schelfstadt, Puschkinstraße 6 (Ministerpalais) und 13 (ehemalige Schelfschule). Beide Gebäude des Konservatoriums sind Baudenkmäler in Schwerin.

## Geschichte
1925 wurde das Schweriner Musikseminar von der Hofpianistin Prof. Elisabeth Lange eröffnet. Zukünftige Musiker erhielten hier eine Fachschulausbildung. Später entstand 1953 zusätzlich die Musikschule Schwerin.

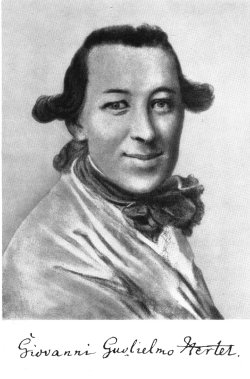
Johann Wilhelm Hertel

Am 14. Juni 1989 wurden die beiden Einrichtungen als Konservatorium Schwerin, Musikschule Johann Wilhelm Hertel benannt. Der mecklenburgische Komponist und Hofkapellmeister Hertel (1727–1789 in Schwerin) war an diesem Tag vor 200 Jahren gestorben.

## Träger und Aufgabe
Das Konservatorium ist die städtische Musikschule der Landeshauptstadt. Es wird durch einen Förderkreis unterstützt und ist Mitglied im Verband deutscher Musikschulen sowie im Verband Jeunesses Musicales Deutschland. Rund 1500 Schüler waren um 2019 am Konservatorium. Direktor ist Volker Ahmels.
Zwischen rund 30 Instrumenten sowie Gesang und Komposition kann gewählt werden. Die Computertechnik im Jazz/Rock/Pop-Bereich und Musizieren mit dem iPad sind besondere Angebote sowie der Musikgarten als musikalische Früherziehung/Grundausbildung für Vorschulkinder.
Es fanden Aufführungen statt wie das Musical Tabaluga und die Kinderoper Brundibár. Regelmäßig nimmt das Konservatorium an nationalen und internationalen Wettbewerben, Konservatoriumsfesten, musikalischen Umrahmungen und Begegnungen mit anderen Musikschulen teil. Jährlich findet auch ein Tag der offenen Tür statt.
2010 erfolgte die Zertifizierung als staatlich anerkannte Musikschule nach einem bundesweiten Qualitätssicherungsverfahren.

## Ehemaliges Ministerpalais
An der ehemaligen Königsstraße, heute Puschkinstraße, wurde 1873 das zweigeschossige repräsentative neunachsige Gebäude mit Mansarddach und zwei Dachhäusern gebaut. Es diente als großherzogliches Ministerpalais. Rückseitig ist ein weitgehend erhaltener Hof.
Das Anwesen war seit 1783/85 im Eigentum von Graf Bernhard Friedrich von Bassewitz und seit 1820 vom Großherzog. Nach Umbauten und Anlage eines großem Saales zur Hofseite, war es als Dienstwohnung des Kammerpräsidenten ausgewiesen. Seit Mitte des 19. Jahrhunderts wohnten hier verschiedene Minister. 1896 war es nach einer Modernisierung das Palais für den Geheimen Rat, des Ministerpräsidenten.
Das Bauwerk ist seit 2024 als Teil des Residenzensemble Schwerin UNESCO-Welterbe.